# Alopecosa moriutii
Alopecosa moriutii là một loài nhện trong họ Lycosidae.
Loài này thuộc chi Alopecosa. Alopecosa moriutii được Hozumi Tanaka miêu tả năm 1985.